# Obârșia de Câmp
Obârșia de Câmp là một xã thuộc hạt Mehedinți, România. Dân số thời điểm năm 2002 là 2201 người.